# Dickens Rocks
Die Dickens Rocks sind zwei Rifffelsen westlich der Antarktischen Halbinsel. Sie liegen am nördlichen Ende der zum Archipel der Biscoe-Inseln gehörenden Gruppe der Pitt-Inseln.
Der Falkland Islands Dependencies Survey kartierte die Felsen anhand von Luftaufnahmen der Hunting Aerosurveys Ltd. aus dem Jahr 1956. Das UK Antarctic Place-Names Committee benannte sie 1959 nach dem britischen Schriftsteller Charles Dickens (1812–1870), nach dessen Figuren im Fortsetzungsroman Die Pickwickier (1836–1837) zahlreiche weitere Objekte in der Umgebung benannt sind.